# Егоров, Баир Мондронович
Баир (Ефрем) Мондронович Егоров (1934, улус Тургун, Иркутская область — 1990, Улан-Удэ) — советский бурятский танцовщик, театральный деятель, народный артист РСФСР (1973).

## Биография
Баир (Ефрем) Мондронович Егоров родился в 1934 году в улусе Тургун Эхирит-Булагатского района Иркутской области в большой крестьянской семье. Его мать рано умерла, он рос в семье старшего брата. После 7-летней школы поехал в Улан-Удэ.
В 17 лет поступил в балетную студию Бурятского театра оперы и балета в Улан-Удэ (педагог Михаил Арсеньев). Танцевал в кордебалете театра.
В 1951—1974 годах был артистом и солистом ансамбля песни и танца «Байкал». Ярко самобытный, темпераментный солист ансамбля станцевал десятки самых разнообразных танцев, вместе с великолепной танцовщицей Оюун Тумуровой создал целую галерею сценических образов: «Наездники» и «Арканщик», «Башкирский танец», темпераментный «Бразильский» и таинственный, самый любимый его танец — индийский танец «Ботменсон». Этапным произведением стал калмыцкий народный «Чечердык». Исполнял такие танцы как «Олень» Д. Аюшеева, «Танец радости» Б. Ямпилова, «Любовь в степи» Б. Цырендашиева, «Баяр» С. Ряузова. Выступал во многих городов страны: Москвы, Ленинграда, Минска, Сочи, Ташкента, Владивостока, Элисты. В 1968 году гастролировал с Оюун Тумуровой во многих городах Пакистана, Таиланда, Камбоджи, Шри-Ланки, Малайзии. Много выступал в Индии.
В мае 1974 года был назначен художественным руководителем, а в 1976 году стал директором ансамбля.
Умер в 1990 году.

## Награды и премии
- Дипломант Всесоюзного фестиваля театров и музыкальных коллективов за исполнение сольных номеров (1957).
- Орден Трудового Красного Знамени (1959).
- Дипломант Всероссийского конкурса артистов эстрады (1960).
- Заслуженный артист Бурятской АССР (1956).
- Заслуженный артист РСФСР (23.07.1963)[1].
- Народный артист РСФСР (1973).

## Память
- В селе Тургун Усть-Ордынского Бурятского округа одна из улиц названа в честь Баира Егорова.
- В школе, где учился танцовщик создан музей Баира Егорова.